# Козловское сельское поселение (Конаковский район)
Козло́вское се́льское поселе́ние — муниципальное образование в Конаковском районе Тверской области Российской Федерации.
Административный центр — пгт Козлово (в состав сельского поселения не входит). Сельская администрация расположена в деревне Гаврилково.

## Географические данные
- Общая площадь: 309,76 км²
- Нахождение: юго-западная часть Конаковского района
  - Граничит:
    - на севере — с городским поселением пгт. Козлово и по Иваньковскому водохранилищу с Городенским СП,
    - на северо-востоке — с городским поселением пгт. Новозавидовский,
    - на востоке — с Завидовским СП,
    - на юге — с Московской областью, Клинский район,
    - на юго-западе — с Московской областью, Лотошинский район,
    - на западе — с Калининским районом, Тургиновское СП.

## История
В XIX — начале XX века территория поселения относилась к Клинскому уезду Московской губернии. В 1929 году, после ликвидации губерний, в составе Московской области был образован Завидовский район c центром в посёлке Ново-Завидовский, в него вошла большая часть территории поселения. Синцовский сельсовет относился к Тургиновскому району. В 1935 году Завидовский и Тургиновский районы вошли в Калининскую область, а в 1960 году Завидовский район присоединен к Конаковскому району. В 1963—1965 годах территория поселения входила в Калининский район. С 1965 года территория поселения в составе Конаковского района Калининской области (с 1990 года — Тверская область).
Статус и границы сельского поселения установлены Законом Тверской области от 28 февраля 2005 года № 31-зо «Об установлении границ муниципальных образований, входящих в состав территории муниципального образования Тверской области „Конаковский район“, и наделении их статусом городского, сельского поселения».

## Население
| 2010 | 2011 | 2012 | 2013 | 2014 | 2015 | 2016 |
| ---- | ---- | ---- | ---- | ---- | ---- | ---- |
| 313  | ↘311 | ↗334 | ↗343 | ↗357 | ↗360 | ↗367 |
| 2017 | 2018 | 2019 | 2020 | 2021 |      |      |
| ↘337 | ↘309 | ↘284 | ↘257 | ↗271 |      |      |

## Состав сельского поселения
| №  | Населённый пункт | Тип населённого пункта | Население |
| -- | ---------------- | ---------------------- | --------- |
| 1  | Бережки          | деревня                | ↘0        |
| 2  | Бушмино          | деревня                | ↘0        |
| 3  | Гаврилково       | деревня                | ↘138      |
| 4  | Гришкино         | деревня                | ↘0        |
| 5  | Дмитрово         | деревня                | ↘6        |
| 6  | Долгая Пожня     | деревня                | ↘1        |
| 7  | Дорино           | деревня                | ↘31       |
| 8  | Заозерье         | деревня                | ↘0        |
| 9  | Зеленцино        | деревня                | ↘1        |
| 10 | Ивановское       | деревня                | ↘0        |
| 11 | Клещево          | деревня                | ↘12       |
| 12 | Койдиново        | деревня                | ↘8        |
| 13 | Курьяново        | деревня                | ↘15       |
| 14 | Павельцево       | деревня                | ↘16       |
| 15 | Синцово          | деревня                | ↘40       |
| 16 | Текстильщик      | посёлок                | ↘35       |
| 17 | Узкол            | деревня                | →7        |
| 18 | Юрьево           | деревня                | ↘1        |

### Упразднённые населённые пункты
При создании Иваньковского водохранилища (1936—1937 годы) затоплены (переселены) деревни располагавшиеся по берегу реки Шоши: Строково, Рябцево, Мартыново, Хвостово, Аверкино, Леоново, Селиверстово.

## Экономика
Большую часть территории поселения занимает госкомплекс (заповедник) «Завидово».